# Dub u Trefy
Dub u Trefy je památný strom dub letní (Quercus robur L.) na parkovišti u obchodního domu Trefa v části Fryštát města Karviná v okrese Karviná. Nachází se také v nížině Ostravská pánev v Moravskoslezském kraji.

## Další informace
Dub letní je jeden z celkem šesti vyhlášených památných stromů na území města Karviná. V roce 2021 proběhlo ošetření stromu specializovanou firmou. Podle údajů z roku 1994:
| Výška stromu:                 | 22,5 m                                |
| Obvod kmene ve výčetní výšce: | 3,05 m                                |
| Výška koruny stromu:          | 21 m                                  |
| Šířka koruny stromu:          | 16 m                                  |
| Poznámka:                     | Na parkovišti u obchodního domu Trefa |
| Ochranné pásmo:               | dle zákona                            |
| Datum vyhlášení:              | 14. září 1994                         |
| Stáří ke dni vyhlášení:       | asi 150 let                           |